# Nikon FE
Le Nikon FE est un appareil photographique reflex mono-objectif. Il a été construit par Nikon au Japon de 1978 à 1983, et était encore en stock chez certains fournisseur jusqu'en 1984. 
Le FE utilise un obturateur plan focal métallique à déplacement vertical avec une plage de vitesse allant de 8 secondes au 1/1000e de seconde, la synchro-X étant au 1/125e de seconde.
Il était disponible en deux couleurs : chromée ou noir. Comme pour le Nikon FM, la désignation du modèle est absente du capot en métal, mais on le reconnaît au petit « FE » gravé avant le numéro de série sur l'arrière du capot. Par la suite, les versions 2 de ces modèles (FE2 et FM2) auront leur nom bien visible sur le capot.

## Histoire
Le FE est le successeur du Nikon EL2 de 1977 et fait partie de la famille des Nikon compact de la série F. Il utilise un châssis robuste en alliage d'aluminiure de cuivre développé pour le Nikon FM en 1977, avec quelques différences cosmétiques.
Aux côtés des reflex professionnels haut de gamme de la marque (Nikon F2 en 1971 puis Nikon F3 en 1980), la série des Nikon « F » est plus abordable, avec des appareils plus compacts. Ils prennent la relève des Nikkormat F et EL, alors dédiés aux amateurs. Grâce à leur construction robuste, leur remarquable fiabilité et à des innovations techniques majeures, la série « F » connut une forte popularité auprès des professionnels, qui apprécièrent la durabilité de ces appareils ainsi que leur capacité à fonctionner dans des environnements hostiles.
La châssis FM/FE a prouvé sa résistance au temps. En effet, Nikon l'a utilisé de 1977 à 2006  comme base de toute la série "F", tout en y ajoutant des fonctions supplémentaires. Les autres appareils de la gamme furent le Nikon FM2 (présenté en 1982), le Nikon FE2 (1983), le Nikon FA (1983) et le très rare Nikon FM3A (2001). Le FE a été remplacé dans la gamme par l'esthétiquement proche FE2, qui bénéficiait d'un système d'obturation plus moderne (vitesse plus élevée, synchronisation flash plus basse) et d'une mesure de la lumière TTL pour la photographie au flash, tout en abandonnant la compatibilité avec les objectifs non-AI.

## Caractéristiques

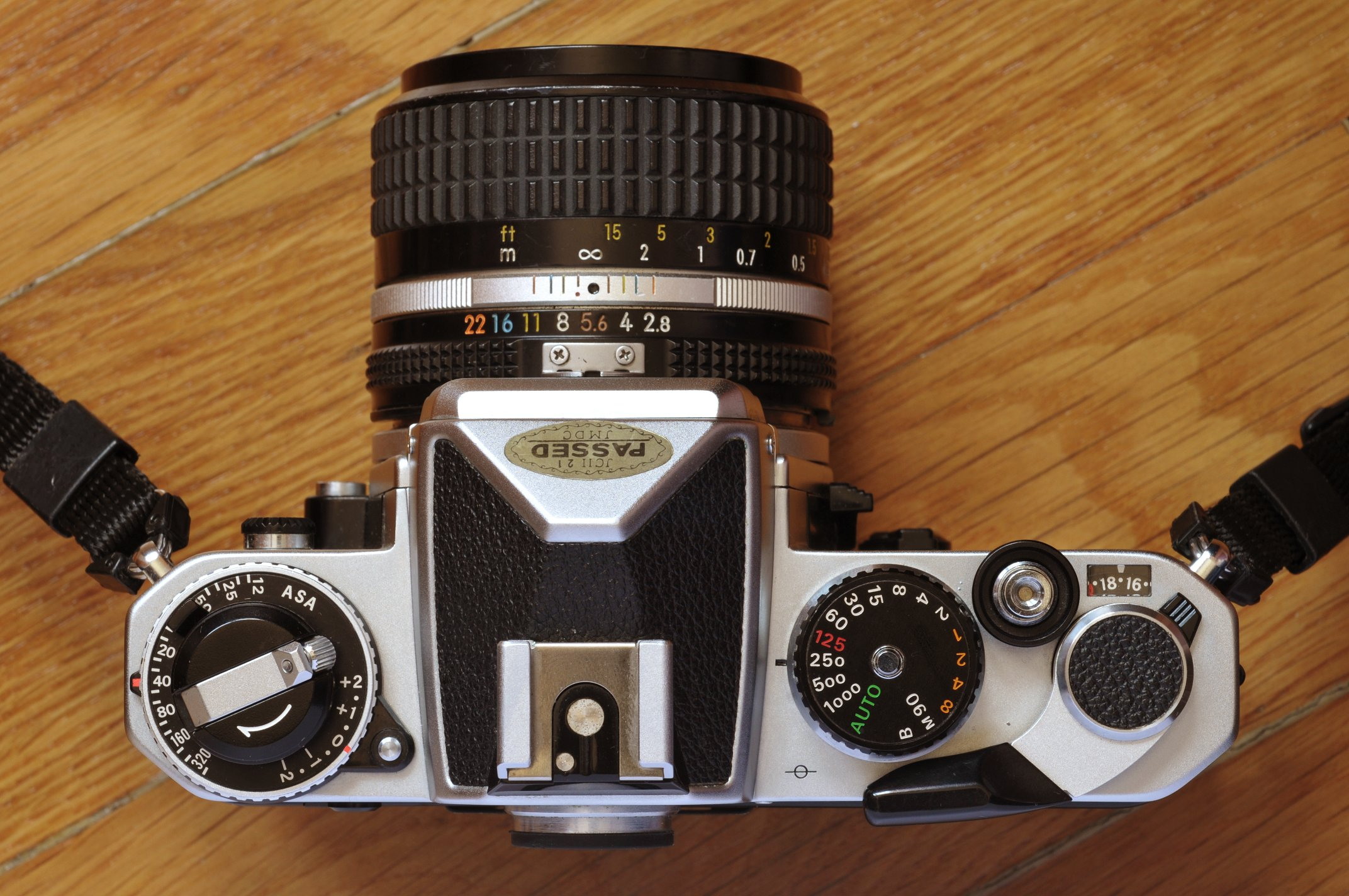
Vu de dessus du Nikon FE montrant les principales commandes.

Le Nikon FE se distingue du très proche et contemporain Nikon FM principalement par son obturateur qui est contrôlé électroniquement, et par la présence du mode d'exposition automatique à priorité ouverture. Ce mode est enclenché en positionnant le barillet des vitesses sur la position « AUTO » sérigraphiée en vert.
Le barillet se verrouille dans cette position, et le bouton de déverrouillage présent en son centre doit être enfoncé pour pouvoir revenir au réglage manuel. En mode manuel, le temps d'exposition peut être réglé entre 8 s et 1/1 000 s par valeurs entières, ainsi qu'en position M90 (1/90 s mécanique, utilisable sans piles) et en pose B.
C.f. le barillet des vitesses visible sur la vue de dessus.

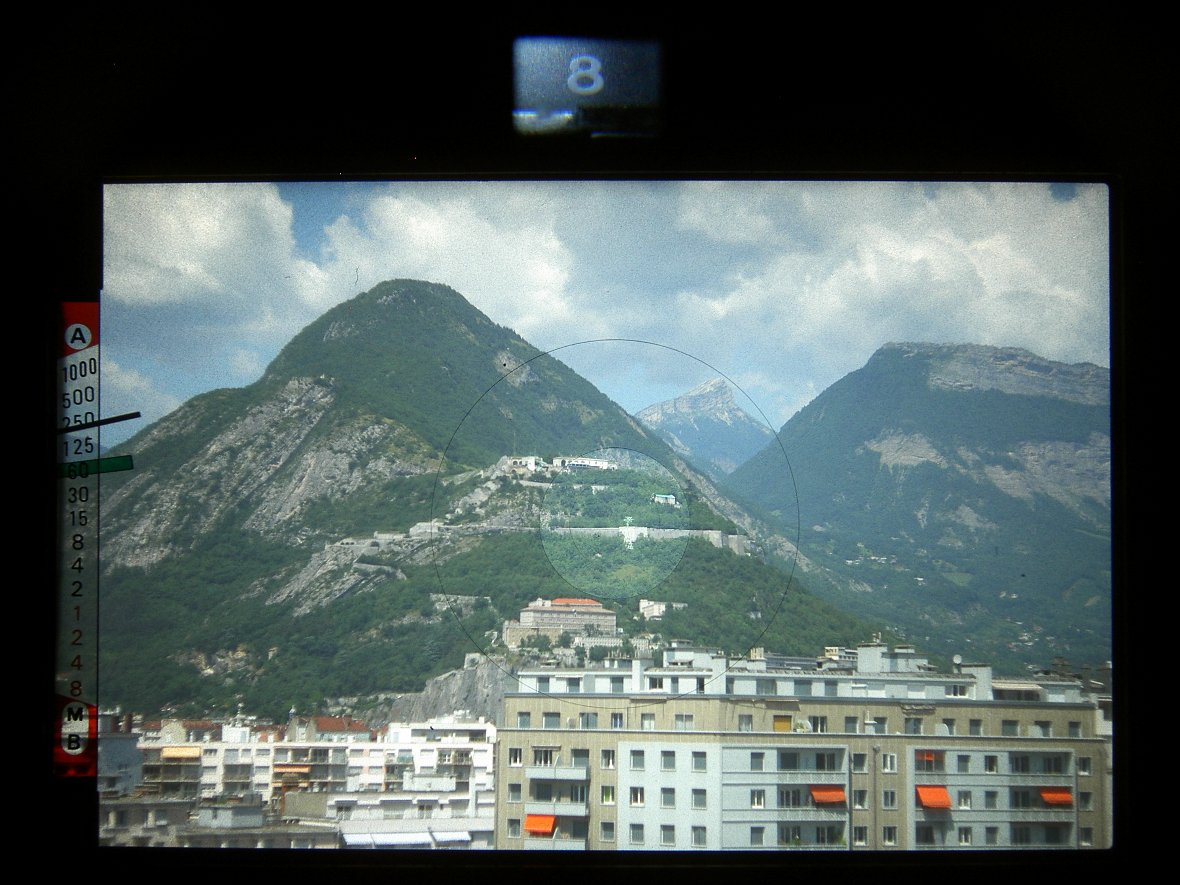
Viseur du Nikon FE avec la fenêtre ADR en haut et l'échelle de temps d'exposition à gauche.

La mesure de la lumière, de type pondérée centrale, se fait à travers l'objectif (mesure TTL) par deux photodiodes au silicium. Le réglage de l'exposition en mode manuel se fait à l'aide de deux aiguilles qui sont visibles sur le bord gauche du viseur en face d'une échelle de temps d'exposition. La plus large des deux aiguilles, de couleur verte et translucide, indique le temps d'exposition manuellement sélectionné. La deuxième aiguille, noire et fine, indique le temps d'exposition préconisé par le posemètre. L'écart entre les deux aiguilles indique directement le degré de sous- ou
sur-exposition. En mode automatique, l'aiguille noire indique le temps d'exposition automatiquement sélectionné. En haut du viseur, la fenêtre ADR (pour « Aperture Direct Readout ») permet de lire l'ouverture de diaphragme sélectionnée directement depuis la bague de l'objectif, si celui-ci est pourvu d'une échelle adaptée (chiffres en petit sur les
objectifs AI, AI-S et AF).
L'appareil dispose aussi des équipements suivants, visibles de gauche à droite sur la vue de dessus :
- prise synchro flash de type PC, (sur la face avant gauche, avec son bouchon de protection de couleur noire) ;
- correcteur d'exposition allant de −2 à +2 par demi valeurs (à gauche du prisme, coaxial avec la manivelle de rembobinage et le réglage de la sensibilité) ;
- testeur de piles (face arrière, à gauche, à peine visible comme un léger relief) ;
- testeur de profondeur de champ (à droite de la monture de l'objectif, actionné vers l'arrière) ;
- retardateur (sur la face avant, à droite du testeur de profondeur de champ, actionné vers la droite) ;
- levier de mémorisation de l'exposition (même levier que le retardateur, mais actionné vers la gauche) ;
- bouton de déclenchement avec filetage pour déclencheur souple ;
- levier de surimpression (petit levier noir coaxial avec le levier d'armement) permettant d'armer l'obturateur sans avancer le film.

### Objectifs et accessoires
Le Nikon FE est compatible avec tous les objectifs Nikon en monture F,
avec les exceptions et limitations suivantes :
- Les objectifs IX (pour réflex APS) ainsi que de rares anciens fisheye ne peuvent pas être montés car ils pénètrent trop profondément dans le boîtier et interfèrent avec le miroir.
- Les objectifs pre-AI (d'avant 1977) non convertis en AI peuvent se monter à condition de relever préalablement l'ergot de couplage AI du boîtier. Ces objectifs ne se couplant pas au posemètre, la mesure de la lumière doit se faire à ouverture réelle, à l'aide du testeur de profondeur de champ.
- Les autres objectifs, AI, AI-S, Série E, AF, AF-I et AF-S, sont pleinement utilisables s'ils n'entrent pas dans l'une des catégories ci-dessous :
- Les objectifs G étant dépourvus de bague de diaphragme, ils ne sont utilisables qu'à leur plus petite ouverture, ce qui est en général trop contraignant.
- Les objectifs DX (pour réflex numériques à petit capteur) ont un cercle image insuffisant pour couvrir le format 24 × 36, et ils sont souvent aussi de type G.

Le Nikon FE accepte plusieurs accessoires, notamment :
- des verres de visée interchangeables (avec ou sans stigmomètre et microprismes, quadrillé) ;
- le dos dateur FM-12, qui doit être relié à la prise PC pour fonctionner ;
- les moteurs MD-11 et MD-12, pour une motorisation en vue par vue ou en rafale à 3,5 im/s.